# Lend (Salcbursko)
Lend je obec v okrese Zell am See ve spolkové zemi Salcbursko v Rakousku. Obcí protéká řeka Salzach. Na náměstí se nachází farní kostel svatého Vavřince.